# Liste der Nummer-eins-Hits in der Schweiz (1978)
Dies ist eine Liste der Nummer-eins-Hits in der Schweiz im Jahr 1978. Sie basiert auf den Top 15 Singles der offiziellen Schweizer Hitparade. Es gab in diesem Jahr 9 Nummer-eins-Singles.

## Singles
| ← 1977 ← | Liste der Nummer-eins-Hits in der Schweiz | Liste der Nummer-eins-Hits in der Schweiz | Liste der Nummer-eins-Hits in der Schweiz                                                                    | 1979 →                    |
| \| Zeitraum \| Wo. ges. \| Interpret \| Titel Autor(en) \| Zusätzliche Informationen \| \| (Zeitraum, Wochen auf Platz eins, Interpret, Titel, Autor[en], zusätzliche Informationen) \| \| \| \| \| \| ----------------------------------------------------------------------------------------- \| -------- \| ---------------------------------- \| ------------------------------------------------------------------------------------------------------------ \| ------------------------- \| \| 19. November 1977 – 27. Januar 1978 10 Wochen \| 10 \| Boney M. \| Belfast Joe Menke, Drafi Deutscher, Jimmy Bilsbury \| – \| \| 28. Januar 1978 – 14. April 1978 11 Wochen \| 11 \| Wings \| Mull of Kintyre Paul James McCartney, Denny Laine \| – \| \| 15. April 1978 – 21. Juli 1978 14 Wochen \| 14 \| Boney M. \| Rivers of Babylon / Brown Girl in the Ring Brent Gayford Dowe, Trevor McNaughton, Frank Farian, George Reyam \| – \| \| 22. Juli 1978 – 1. September 1978 6 Wochen \| 6 \| Umberto Tozzi \| Tu Giancarlo Bigazzi, Umberto Tozzi \| – \| \| 2. September 1978 – 8. September 1978 1 Woche \| 1 \| Plastic Bertrand \| Ça plane pour moi Musik: Francis Jean M. de Pryck; Text: Yves Maurice A. Lacomblez \| – \| \| 9. September 1978 – 27. Oktober 1978 7 Wochen \| 7 \| John Travolta & Olivia Newton-John \| You’re the One That I Want John Clifford Farrar \| – \| \| 28. Oktober 1978 – 25. November 1978 4 Wochen \| 4 \| Bino \| Mama Leone Drafi Deutscher \| – \| \| 26. November 1978 – 16. Dezember 1978 3 Wochen \| 3 \| Luv’ \| You’re the Greatest Lover Hans Christian van Hemert, Pieter C. Souer \| – \| \| 17. Dezember 1978 – 20. Januar 1979 5 Wochen \| 5 \| Boney M \| Mary’s Boy Child / Oh My Lord Jester Joseph Hairston \| – \| |                                           |                                           | |                           |
| ← 1977 |                                           |                                           | | → 1979 →                  |
| Zeitraum | Wo. ges.                                  | Interpret                                 | Titel Autor(en)                                                                                              | Zusätzliche Informationen |
| (Zeitraum, Wochen auf Platz eins, Interpret, Titel, Autor[en], zusätzliche Informationen) |                                           |                                           | |                           |
| 19. November 1977 – 27. Januar 1978 10 Wochen | 10                                        | Boney M.                                  | Belfast Joe Menke, Drafi Deutscher, Jimmy Bilsbury                                                           | –                         |
| 28. Januar 1978 – 14. April 1978 11 Wochen | 11                                        | Wings                                     | Mull of Kintyre Paul James McCartney, Denny Laine                                                            | –                         |
| 15. April 1978 – 21. Juli 1978 14 Wochen | 14                                        | Boney M.                                  | Rivers of Babylon / Brown Girl in the Ring Brent Gayford Dowe, Trevor McNaughton, Frank Farian, George Reyam | –                         |
| 22. Juli 1978 – 1. September 1978 6 Wochen | 6                                         | Umberto Tozzi                             | Tu Giancarlo Bigazzi, Umberto Tozzi                                                                          | –                         |
| 2. September 1978 – 8. September 1978 1 Woche | 1                                         | Plastic Bertrand                          | Ça plane pour moi Musik: Francis Jean M. de Pryck; Text: Yves Maurice A. Lacomblez                           | –                         |
| 9. September 1978 – 27. Oktober 1978 7 Wochen | 7                                         | John Travolta & Olivia Newton-John        | You’re the One That I Want John Clifford Farrar                                                              | –                         |
| 28. Oktober 1978 – 25. November 1978 4 Wochen | 4                                         | Bino                                      | Mama Leone Drafi Deutscher                                                                                   | –                         |
| 26. November 1978 – 16. Dezember 1978 3 Wochen | 3                                         | Luv’                                      | You’re the Greatest Lover Hans Christian van Hemert, Pieter C. Souer                                         | –                         |
| 17. Dezember 1978 – 20. Januar 1979 5 Wochen | 5                                         | Boney M                                   | Mary’s Boy Child / Oh My Lord Jester Joseph Hairston                                                         | –                         |

## Jahreshitparade
| ← 1977 ← | Liste der Nummer-eins-Hits in der Schweiz                                                    | Liste der Nummer-eins-Hits in der Schweiz | Liste der Nummer-eins-Hits in der Schweiz | 1979 →   |
| \| Position# \| Singles \| \| --------- \| -------------------------------------------------------------------------------------------- \| \| 1 \| Rivers of Babylon Boney M. Brent Gayford Dowe, Trevor McNaughton, Frank Farian, George Reyam \| \| 2 \| You’re the One That I Want John Travolta & Olivia Newton-John John Clifford Farrar \| \| 3 \| Tu Umberto Tozzi Giancarlo Bigazzi, Umberto Tozzi \| \| 4 \| Mull of Kintyre Wings Paul James McCartney, Denny Laine \| \| 5 \| Stayin’ Alive Bee Gees Barry Alan Gibb, Maurice Ernest Gibb, Robin Hugh Gibb \| \| 6 \| Mamma Leone Bino Drafi Deutscher \| \| 7 \| Oh Carol Smokie Nicky Chinn, Michael Donald Chapman \| \| 8 \| Baker Street Gerry Rafferty \| \| 9 \| Kliby und seine Caroline Kliby Urs Kliby \| \| 10 \| Take a Chance on Me ABBA Benny Goran Bror Andersson, Björn K. Ulvaeus \| |                                                                                              |                                           |                                           |          |
| ← 1977 |                                                                                              |                                           |                                           | → 1979 → |
| Position# | Singles                                                                                      |                                           |                                           |          |
| 1 | Rivers of Babylon Boney M. Brent Gayford Dowe, Trevor McNaughton, Frank Farian, George Reyam |                                           |                                           |          |
| 2 | You’re the One That I Want John Travolta & Olivia Newton-John John Clifford Farrar           |                                           |                                           |          |
| 3 | Tu Umberto Tozzi Giancarlo Bigazzi, Umberto Tozzi                                            |                                           |                                           |          |
| 4 | Mull of Kintyre Wings Paul James McCartney, Denny Laine                                      |                                           |                                           |          |
| 5 | Stayin’ Alive Bee Gees Barry Alan Gibb, Maurice Ernest Gibb, Robin Hugh Gibb                 |                                           |                                           |          |
| 6 | Mamma Leone Bino Drafi Deutscher                                                             |                                           |                                           |          |
| 7 | Oh Carol Smokie Nicky Chinn, Michael Donald Chapman                                          |                                           |                                           |          |
| 8 | Baker Street Gerry Rafferty                                                                  |                                           |                                           |          |
| 9 | Kliby und seine Caroline Kliby Urs Kliby                                                     |                                           |                                           |          |
| 10 | Take a Chance on Me ABBA Benny Goran Bror Andersson, Björn K. Ulvaeus                        |                                           |                                           |          |